# 邱北冬蕙兰
邱北冬蕙兰（学名：Cymbidium qiubeiense），为兰科兰属下的一个植物种。